# Mioplosus labracoides
Mioplosus labracoides è un pesce osseo estinto, appartenente ai perciformi. Visse nell'Eocene medio (circa 48 milioni di anni fa) e i suoi resti fossili sono stati ritrovati in Nordamerica.

## Descrizione
Questo pesce era di notevoli dimensioni, e poteva raggiungere i 50 centimetri di lunghezza, anche se solitamente la lunghezza media si attestava sui 40 centimetri. La forma del corpo era slanciata e fusiforme, ed erano presenti due pinne dorsali separate, quella anteriore più bassa e dotata di spine e quella posteriore alta e pressoché triangolare. La pinna caudale era moderatamente biforcuta: tutte queste caratteristiche distinguono Mioplosus da altri perciformi vissuti negli stessi luoghi, come Priscacara e Cockerellites. Il muso era appuntito e la bocca era dotata di numerosi denti aguzzi. 

## Classificazione
Mioplosus labracoides venne descritto per la prima volta da Edward Drinker Cope nel 1877, sulla base di resti molto ben conservati ritrovati nella formazione di Green River nel Wyoming, risalente all'Eocene medio. Cope ritenne che questa specie fosse simile alla forma attuale Morone saxatilis (famiglia Moronidae), ma successive ricerche hanno attribuito Mioplosus variamente ai Percidae, ai Percichthyidae o addirittura a una famiglia a sé stante (Mioplosidae). Le revisioni più recenti indicherebbero che questo animale era un membro dei Latidae, un gruppo di perciformi predatori delle acque dolci, salmastre e marine, attualmente ben noti grazie al “famigerato” persico africano (genere Lates).

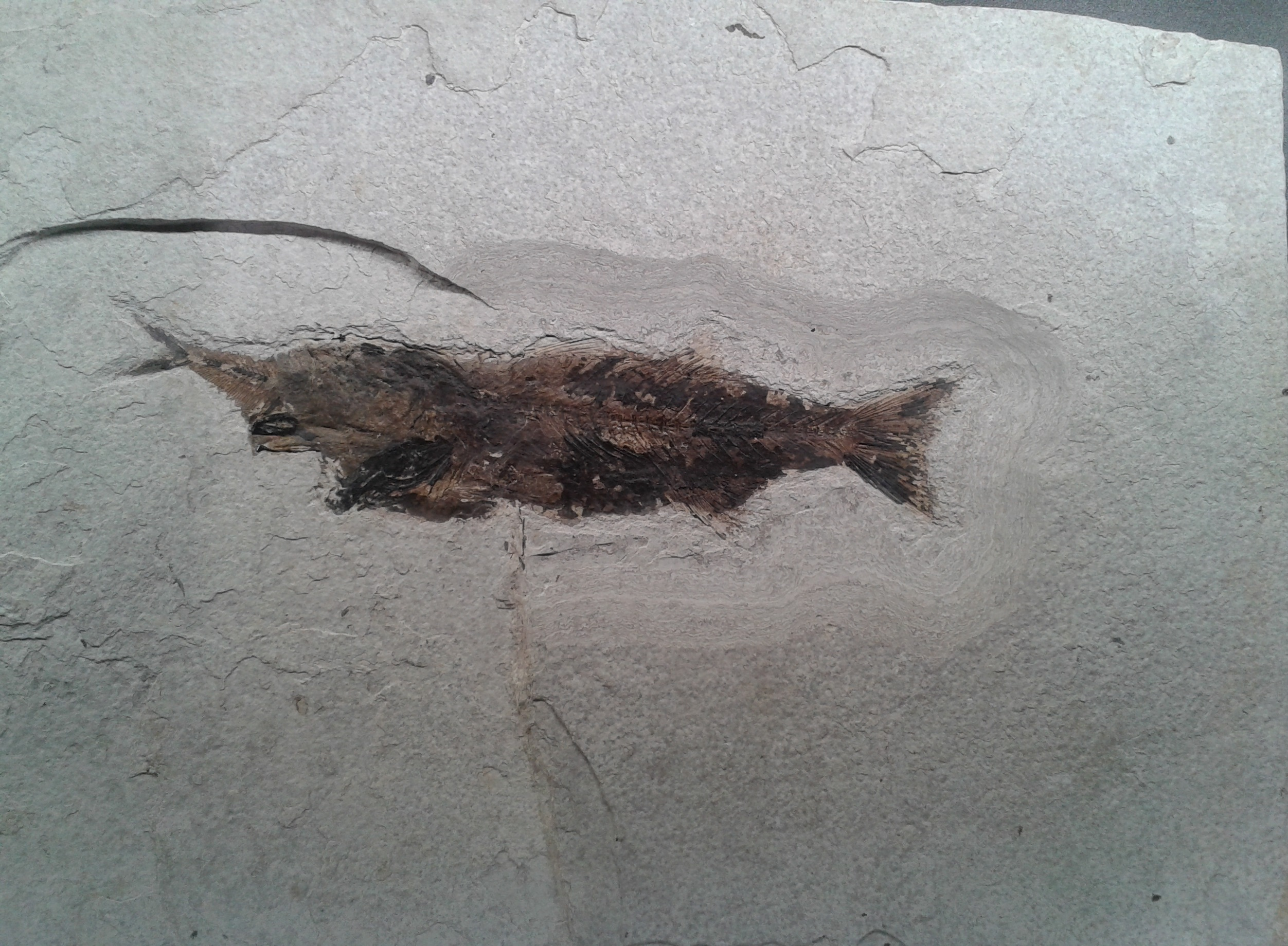
Fossile che mostra un esemplare di Mioplosus morto nel tentativo di inghiottire un altro pesce

## Paleoecologia
Mioplosus labracoides era un predatore molto comune nel suo ambiente, costituito da un sistema di grossi laghi d'acqua dolce. Sono noti numerosi esemplari larvali o giovanili, solitamente rinvenuti in depositi che si formarono nei pressi della riva; gli esemplari più grandi sono invece abbondanti in zone dove il lago era più profondo. Mioplosus era evidentemente un vorace predatore, come testimoniato da numerosi esemplari che conservano resti di altri pesci nella regione dello stomaco. Alcuni resti fossili indicano che questa specie praticava il cannibalismo dalla più giovane età (probabilmente cannibalismo tra fratelli). Gli adulti erano solitari, mentre i giovani si muovevano in banchi.